# Сентум Сити (станция метро)
Станция «Сентум-Сити» (кор. 센텀시티역 Сентхом-ситхиёк) — подземная станция Пусанского метро на Второй линии. Она представлена двумя боковыми платформами. Станция обслуживается Пусанской транспортной корпорацией. Расположена в международном деловом туристическом районе «Сентум-Сити» административного района Хэундэ-гу города-метрополии Пусан (Республика Корея). На станции установлены платформенные раздвижные двери.
Станция была открыта 29 августа 2002 года.
Зал этой станции — самая широкая подземная площадь в Корее.
Рядом с станцией расположены:
- Сентум Сити
- Универмаг «Синсеге Сентум Сити» — крупнейший универмаг в Мире
- Пусанский киноцентр
- Универмаг «Лотте» в Сентум Сити
- Гипермаркет «Home plus» в Сентум Сити
- Река Суёнган
- Парк АТЭС «Нару»
- Пусанский выставочный конференц-центр
- Пусанский художественный музей
- Олимпийский парк